# Mango (gruppo musicale)
Mango (reso graficamente anche come MAN-GO) è un popolare gruppo pop lituano. Fondato a Klaipėda nel 1998, il gruppo è composto da 3 ragazze: Rima Petrauskytė, Viktorija Perminaitė e Asta Bridikytė.
Nel 1998 il gruppo esordisce con il singolo Pavasariniai žiedai riscuotendo subito un immediato successo, destinato ad accrescersi con i singoli e gli album successivi, passando dalle 15 000 copie vendute con l'album Balsas, alle 25.000 con Metų laikai fino alle 45.000 con Amžinai tavo.

## Discografia
- Pavasariniai žiedai, 1998
- Balsas, 1999
- Amžinai tavo, 2000
- Reikalingi žodžiai, 2001
- Meilės liepsna, 2002
- 100 dienų, 2003
- Raskila, 2004
- Šilta akimirka, 2005